# Prestació de serveis públics a Espanya
La Prestació de serveis públics a Espanya ve recollida per l'article 128.2 de la Constitució espanyola que dicta que per mitjà de llei es podrà reservar al sector públic recursos o serveis essencials, especialment en el cas de monopoli, i així mateix acordar la intervenció d'empreses, quan així ho exigeixi l'interès general. Cal assenyalar, però, que la doctrina sobre el tema indica que no tota activitat econòmica o empresarial que exerceix una administració pública es pot considerar servei públic, ja que a més de ser desenvolupada per l'administració pública, el servei públic ha de ser essencial perquè l'administració se'n reservi la titularitat. Per tant, parlem d'un gran nombre de casos d'una simple activitat econòmica que s'exerceix d'acord amb un règim privat, activitat que ha estat avalada per la jurisprudència del Tribunal Suprem.

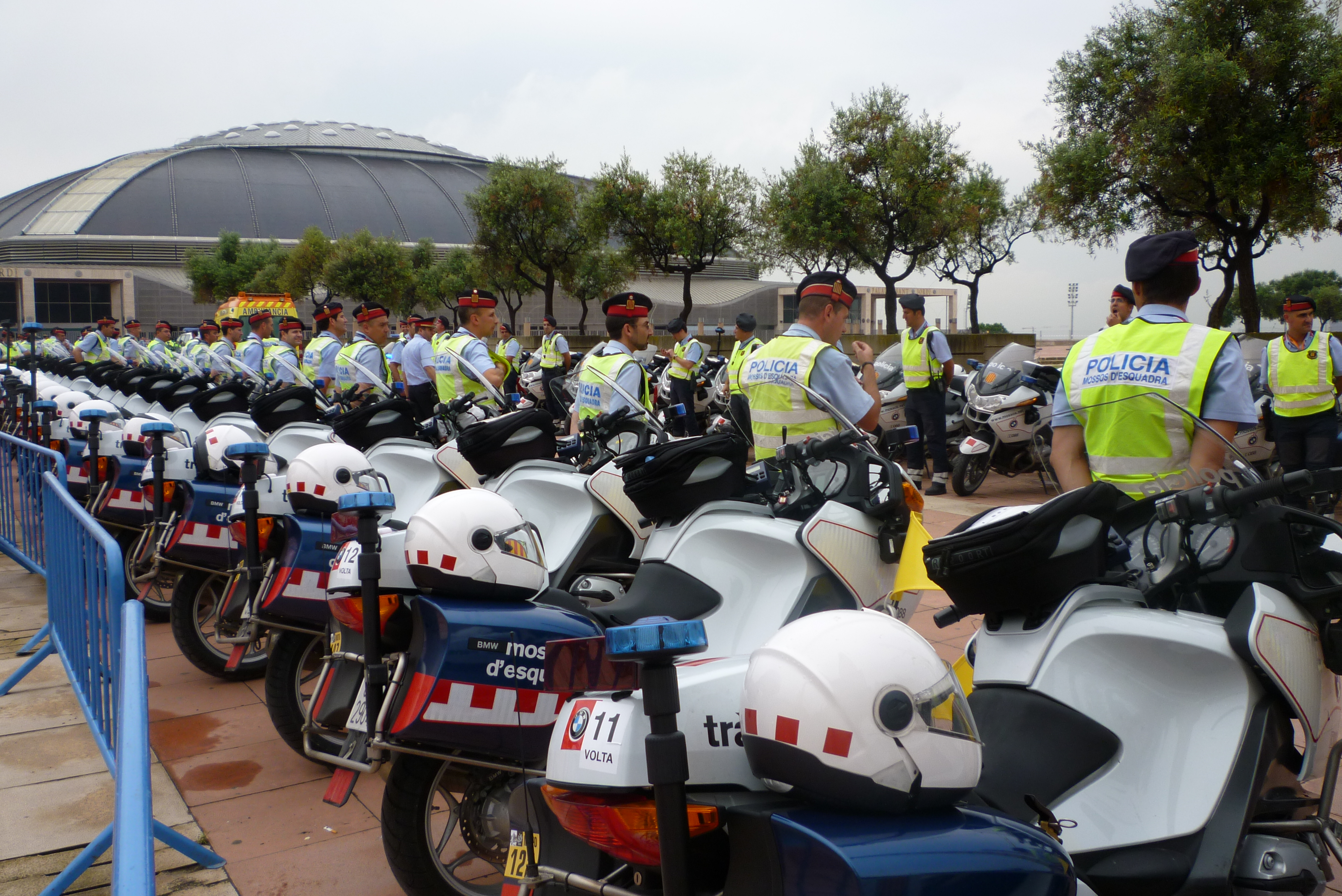
Serien exemples d'activitats imperatives la Defensa nacional i la seguretat de les persones i béns

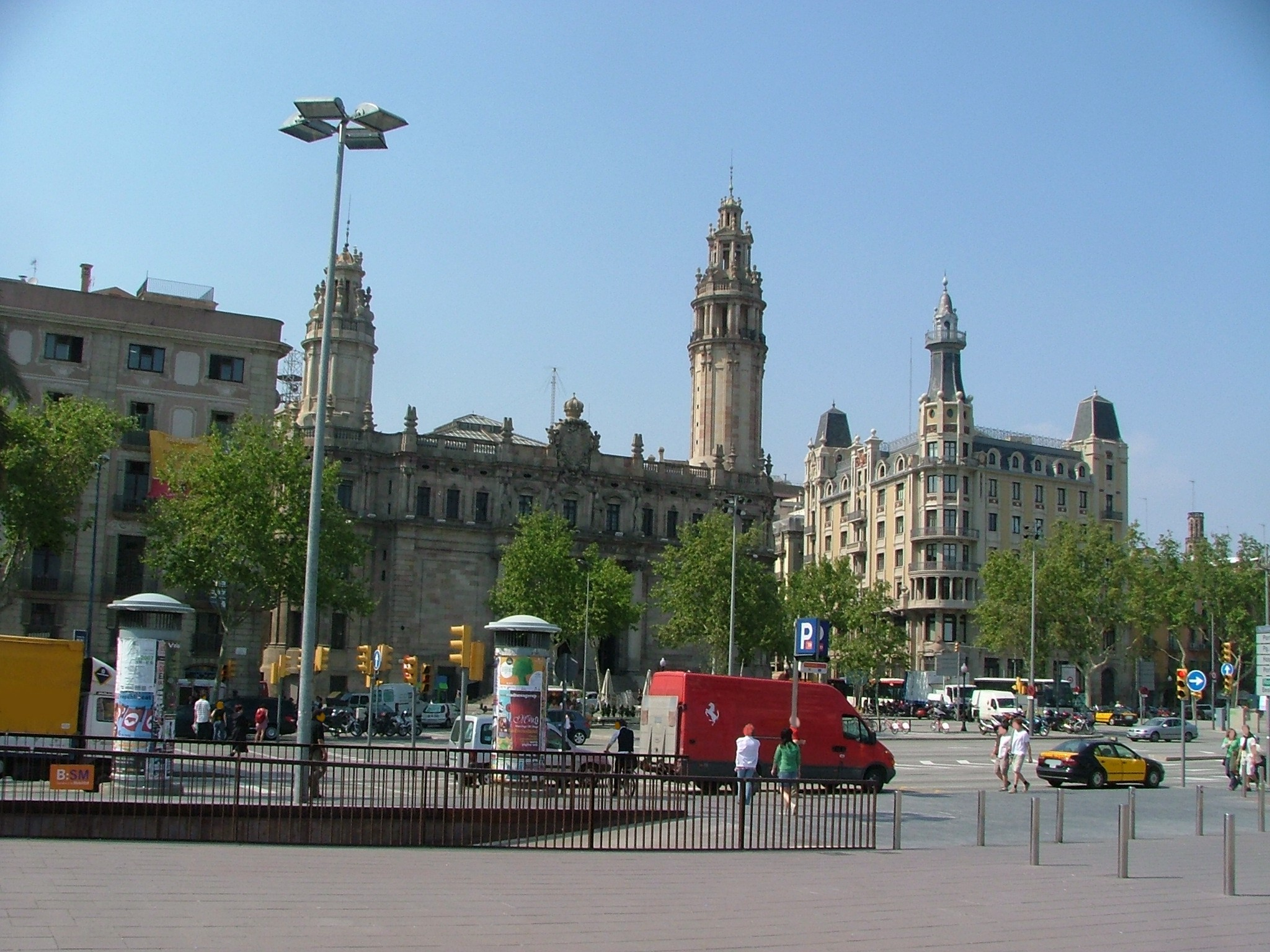
Serien exemples d'activitats prestacionals les pensions, l'assistència sanitària o correus

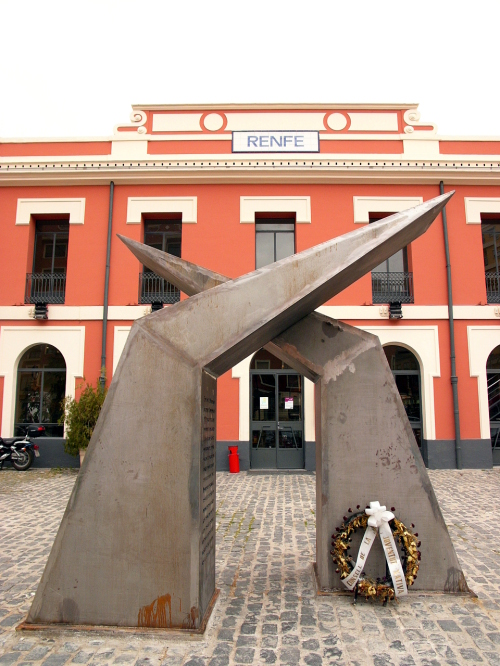
RENFE operadora és un exemple d'empresa pública

## Servei públic i figures afins
- Activitat imperativa de l'Administració: Quan aquesta actua investida d'imperium, és a dir, per un conjunt tasques i comeses administratives que pressuposen o impliquen necessàriament l'exercici de l'autoritat.
- Activitat prestacional o uti singuli: Gamma d'accions d'assistència i cobertura davant contingències vitals, serveis o béns, o bé d'accions assumides per raons circumstancials i variables d'ordre polític, social, econòmic o tècnic, la qual cosa les diferencia ja de les de caràcter d'autoritat, qualificades per la seva permanència (Exemple: pensions, assistència sanitaria, correus)

## Servei públic i activitat econòmica i industrial
L'estat, pot realitzar activitats adreçades exclusivament a la producció o el subministrament de béns i serveis, amb les mateixes característiques que les desenvoluparia una empresa privada. Cal tenir en compte, en aquest cas, el dret comunitari, ja que el Tractat de la comunitat europea permet interpretar l'article 128.2 de la Constitució i el 86.3 de la llei de reguladora de les bases de règim local, ja que aquest prohibeix amb algunes excepcions qualsevol tractament de les empreses públiques que sigui contradictori amb el principi de lliure competència, amb l'excepció de les encarregades de la gestió de serveis d'interès econòmic general o que tinguin caràcter de monopoli fiscal en conseqüència de la missió que tenen.

## Principis del servei públic
- Principi de continuïtat: Implica la regularitat del servei.
- Principi d'igualtat: L'administració ha de garantir que tota la ciutadania accedeixi en les mateixes condicions al servei, tenint potestat sancionadora en el cas que s'incompleixi.
- Poder tarifari: Capacitat de l'administració d'imposar una contraprestació econòmica per l'ús del servei.

## Característiques del servei públic
- Titularitat pública de l'activitat (publicatio): L'administració assumeix el servei que queda fora de l'ens privat. Pot delegar-lo a particulars.
- Activitat necessària per a la societat
- És indiferent que constitueixi monopoli com també ho és si et sotmet al règim jurídic públic o privat.
- Activitat adreçada als usuaris a títol particular (uti singuli)
- continuïtat i regularitat de la seva prestació

## Classes de servei públic
- Segons el subjecte que el presta
  - Serveis estatals
  - Serveis autonòmics

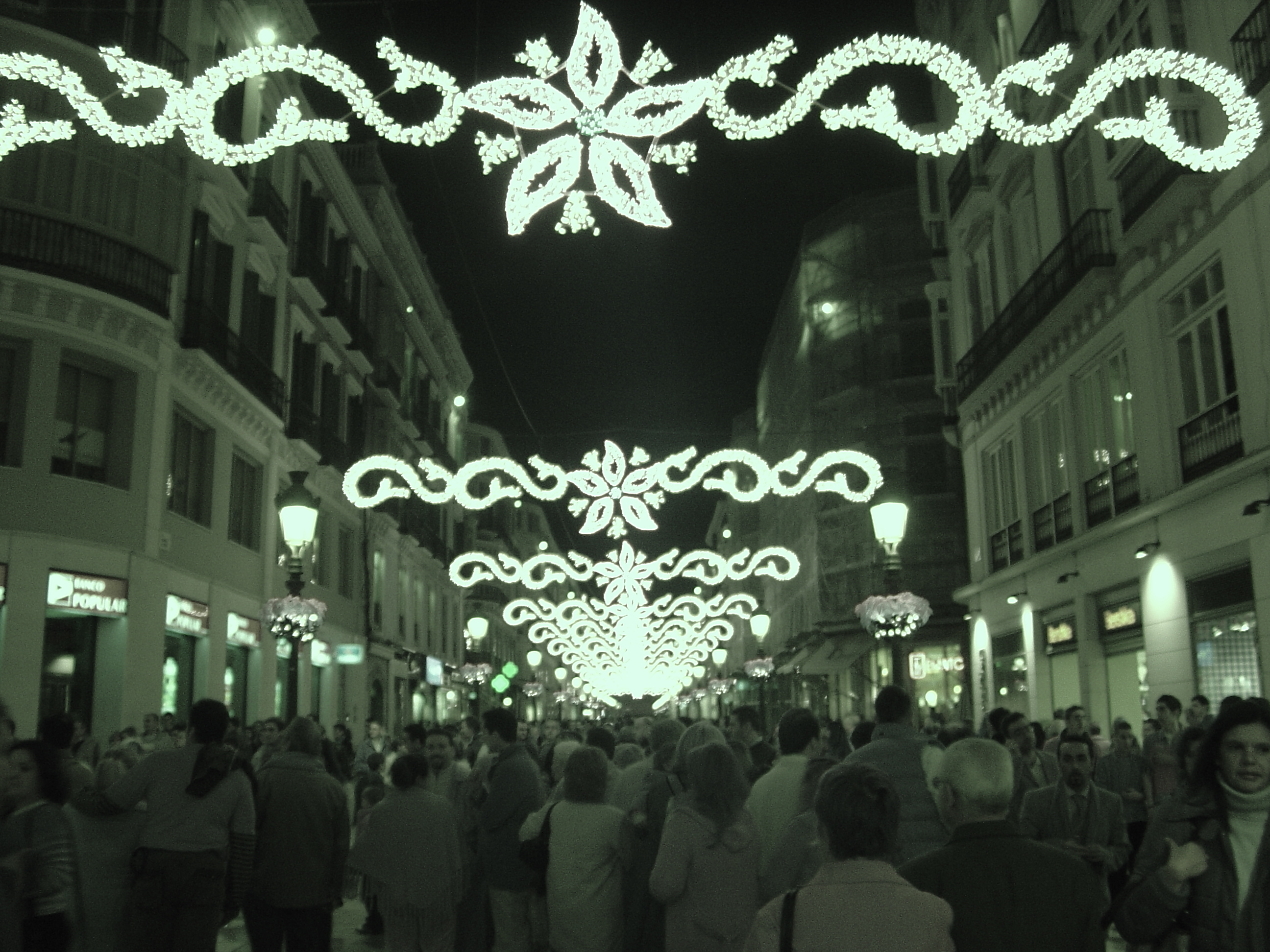
Els llums de Nadal a Màlaga serien un exemple de servei uti universi

  - Serveis locals (municipis, províncies i a Catalunya comarques).
  - Organismes autònoms amb personalitat jurídica pròpia sota la modalitat de gestió directa i descentralitzada.

- Segons l'obligatorietat
  - Serveis obligatoris (Exemple: Seguretat Social)
  - Serveis voluntaris o facultatius: utilització lliure (Exemple: Serveis de transport de passatgers)

- Segons els seus usuaris
  - Singulars (uti singuli): Només determinats se'n beneficien (Transport públic, telefonia)
  - Universals (uti universi): Tothom se'n beneficia (enllumenat públic, clavegueram, etc.)

- Segons l'exclusivitat
  - En règim de concurrència lliure amb particulars
  - En règim de monopoli

- Segons les necessitats que cobreixen
  - Serveis essencials: Constitueixen prestacions vitals. Són, per exemple, els serveis mínims d'una vaga. En aquest sentit, existeix jurisprudència del Tribunal Constitucional[5][6] en el qual indica que aquelles activitats industrials o mercantils de les quals se'n derivin prestacions vitals o necessàries per a la vida de la comunitat, o que per la naturalesa dels interessos a la satisfacció dels quals s'adreça es consideren essencial, tenint en compte que han de ser essencials els béns i interessos satisfets i se'n consideren drets fonamentals, les llibertats públiques i els béns constitucionals protegits.
  - Serveis no essencials: Aquells que, si bé satisfan interessos generals, no tenen caràcter d'indispensables.

- Segons el tipus d'activitat
  - Caràcter econòmic
  - Caràcter social
  - Caràcter amb relació a les comunicacions i transports